# Swertia matsudae
Swertia matsudae là một loài thực vật có hoa trong họ Long đởm. Loài này được Hayata ex Satake miêu tả khoa học đầu tiên năm 1941.